# Helinus mystacinus
Helinus mystacinus là một loài thực vật có hoa trong họ Táo. Loài này được (Aiton) E.Mey. ex Steud. mô tả khoa học đầu tiên năm 1840.